# Sociedad en el Imperio mongol

Expansión del Imperio Mongol.

La sociedad en el imperio mongol, reflejaba las características propias de la zona desde donde se expandió abarcando gran parte de Asia en el breve lapso de 80 años. Su origen nómada marcó y determinó muchos de sus comportamientos y costumbres, como por ejemplo en lo que se refiere a la alimentación y vivienda. Por otra parte en su contacto con la sociedad china adoptó prácticas que resultaron en su evolución y crecimiento, por ejemplo imprimió papel moneda respaldado por metales preciosos y sedas en una muestra de avanzado control de la economía.

## Alimentos en el Imperio mongol
En el Imperio mongol había dos grupos principales de alimentos, los "alimentos blancos" y los "alimentos marrones". Por lo general los "alimentos blancos" eran productos lácteos y eran la principal fuente de alimentación durante el verano. Un elemento muy importante de su dieta era el "airag" o leche de yegua fermentada, un alimento que aún es consumido con frecuencia en la actualidad. Rara vez los mongoles bebían leche fresca, pero a menudo la utilizaban para elaborar otras comidas, incluidos quesos y yogur. Los "alimentos marrones" por lo general eran carnes y eran la principal fuente de alimentación en el invierno, por lo general hervida y acompañada de ajos o cebollas.
Los mongoles sacrificaban a los animales de una manera especial. El animal era volcado sobre su espalda y atado. Luego el carnicero le abría el pecho y le cortaba la aorta, causándole la muerte por sangrado interno. Los animales eran matados de esta manera ya que así se aseguraban que toda la sangre quedara retenida en el cuerpo del animal. Una vez que se habían extraído todos los órganos internos entonces se escurría la sangre y se la utilizaba para preparar salchichas.
Los mongoles también cazaban animales para complementar su dieta con conejos, ciervos, jabalíes, y roedores salvajes tales como ardillas y marmotas. Durante el invierno los mongoles pescaban en los espejos de agua congelados. Muy raras veces los mongoles mataban animales durante el verano, pero si un animal moría de causas naturales entonces preservaban su carne. Para ello cortaban la carne en lonjas y las dejaban expuestas al sol y al viento para que se secaran. Durante el invierno el único animal doméstico que se faenaba eran las ovejas, aunque durante ceremonias a veces se mataban caballos.
La etiqueta a la hora de la comida solo existía durante festejos y ceremonias. La comida por lo general carne, era trozada en pedazos pequeños. A los invitados se les ofrecía la carne enhebrada en palillos y el dueño de casa determinaba el orden en que se servían los huéspedes. Dependiendo de la clase social a las personas se les asignaban distintas partes del animal y era responsabilidad de aquel que servía o el "ba’urchis" saber cuál era la clase social de cada comensal. La comida era tomada con los dedos y la grasa escurría hasta el suelo o sobre los ropajes.
El elemento importado más común era el licor. Los más populares eran el vino de arroz de China y el vino de uva del Turkestán. Cuando en el 1204 a Genghis Khan se le dio a probar vino de uva por primera vez, él lo dejó de lado ya que lo consideró peligroso. Era común emborracharse durante los festivales y reuniones. Luego de haber consumido alcohol era común que cantaran y bailaran. La influencia del Turkestan y Medio Oriente se manifestó en la incorporación de fideos a la dieta de los mongoles. Especias tales como el cardamomo y otros alimentos tales como semillas de garbanzo y fenogreco también se incorporaron a su mesa gracias a influencias externas.

## Economía del imperio mongol y su historia

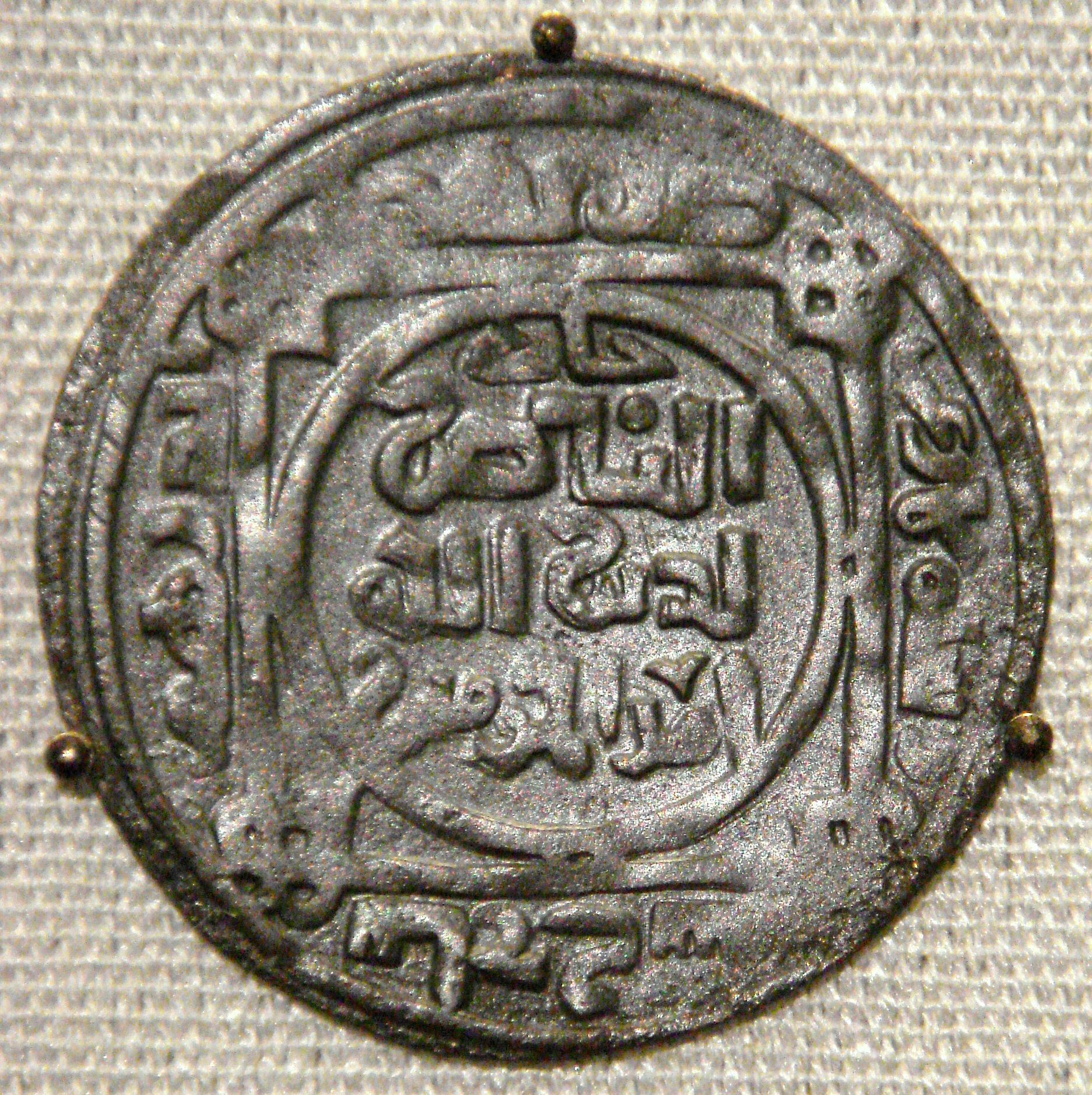
Moneda mongol "Gran Khans", acuñada en Balkh, Afganistán, AH 618, 1221 CE.

### Dinero
El Genghis Khan autorizó el uso de papel moneda poco antes de su muerte en 1227. El mismo estaba respaldado por metales preciosos y seda. Los mongoles utilizaban lingotes de plata chinos como una moneda unificada para las cuentas públicas, mientras que circulaba papel moneda en China y monedas en las zonas occidentales del imperio tales como la Horda de Oro y el Kanato de Chagatai. Bajo el gobierno de Ögedei Khan el gobierno emitió papel moneda respaldado por reservas de seda y fundó un departamento responsable de destruir los billetes antiguos. En 1253, Möngke creó un Departamento de Asuntos Monetarios para controlar la emisión de papel moneda para eliminar la emisión de moneda por parte de los nobles mongoles y no mongoles la que se remontaba al reinado del Gran Khan Ögedei. Con su autoridad fijó una unidad de medida basada en el sukhe o lingote de plata, sin embargo, los mongoles permitieron que los extranjeros acuñaran monedas de las denominaciones y usando los pesos que utilizaban tradicionalmente. Durante los reinados de Ögedei, Güyük y Möngke, la existencia de monedas mongolas aumentó con acuñación de monedas de oro y plata en Asia Central y de cobre y plata en el Caucaso, Irán y el sur de Rusia.
La dinastía Yuan bajo Kublai Khan emitió papel moneda respaldado por plata y recibos de banco suplementados con efectivo y cobre. Marco Polo relató que la moneda estaba fabricada con corteza de mora. La estandarización del papel moneda le permitió a la corte Yuan monetizar los impuestos y reducir los costos de transporte de los impuestos mediante bienes como fijaba la política de Möngke Khan. Pero las naciones forestales de Siberia y Manchuria continuaron pagando a los mongoles sus impuestos con bienes o suministros. El chao se utilizó solo durante la dinastía Yuan, y aún Ilkhan Rinchindorj Gaykhatu, que en otras cosas apoyaba el liderazgo Yuan, no adoptó el experimento monetario en sus dominios en el Medio Oriente en 1294, como en cambio si hicieron los khanatos de la Horda Dorada y el Khanato de Chagatai, el Ilkhanate acuñó sus propias monedas de oro, plata y cobre. Las reformas fiscales de Ghazan permitieron la inauguración de una moneda unificada bimetálica en el Ilkhanate. Chagatai Khan Kebek renovó las monedas respaldadas por reservas de plata y creó un sistema monetario unificado en sus dominios.

### Rutas comerciales del imperio Mongol
Los mongoles tenían una larga tradición de apoyar a los mercaderes y al comercio. A comienzos de su carrera aún antes de unir al pueblo mongol, Genghis Khan había alentado a los mercaderes extranjeros. Los comerciantes le proveían de información sobre las culturas vecinas, hacían las veces de diplomáticos y comerciantes oficiales en representación de los mongoles, y eran imprescindibles para proveerse de muchos bienes, dado que los mongoles producían muy pocas cosas. A veces los mongoles les daban capital a los comerciantes, y los enviaban lejos en un ortoq (acuerdo de sociedad comercial). Al crecer el Imperio, los comerciantes y embajadores que portaban autorizaciones y documentación apropiada, recibían protección y refugio al viajar atravesando los dominios mongoles. Una serie de rutas muy transitadas y bien mantenidas conectaban las tierras desde la cuenca del Mediterráneo hasta China, y facilitaban el comercio de superficie, y daban pie a historias fantásticas de aquellos que viajaban por lo que se dio en llamar la Ruta de la Seda. Uno de los viajeros más conocidos desde el Oriente hasta Occidente fue Marco Polo, un viaje equivalente desde el Este hacia el Oeste lo realizó el monje chino mongol Rabban Bar Sauma, quien viajó desde su casa en Khanbaliq (Beijing) hasta Europa. Algunos misioneros tales como Guillermo de Rubruck también viajaron hasta la corte mongol, en misiones de conversión, o como enviados papales, llevando correspondencia entre el Papa y los mongoles en intentos de formar una alianza franco-mongol. Sin embargo era raro que alguien recorriera toda la ruta de la seda, los comerciantes en cambio desplazaban a los productos en una especie de pasamanos, mediante el cual los bienes de lujo eran comerciados de un intermediario al siguiente, desde China hacia el Oeste, con lo que los precios finales de los bienes era extravagantemente elevados.
Luego de Genghis, el negocio con los socios comerciales continuó y floreció bajo sus sucesores Ögedei y Güyük. Los comerciantes traían telas, alimentos, y otras provisiones a los palacios imperiales, y a cambio los Grandes Khans les otorgaban a los comerciantes excepciones impositivas, y les permitían utilizar las oficinas oficiales de relevo del Imperio mongol. Los comerciantes también servían de recolectores de impuestos en China, Rusia e Irán. Si los comerciantes eran atacados por bandidos, las pérdidas se descontaban del tesoro imperial.
Durante el gobierno del Gran Khan Möngke las políticas cambiaron. A causa del lavado de dinero e impuestos excesivos, se intentó limitar los abusos y el Gran Khan envió investigadores imperiales para supervisar los negocios ortoq. Por decreto todos los comerciantes fueron obligados a pagar impuestos comerciales y a la propiedad, y él pagó todas las notas de crédito emitidas por las elites mongolas con los mercaderes. Esta política continuó durante la dinastía Yuan. Möngke-Temür le otorgó en 1267 a los genoveses y a los venecianos derechos exclusivos de controlar Caffa y Azov. Hacia 1270 la Horda Dorada le permitió a los mercaderes alemanes comerciar en todos los territorios incluidos los principados en Rusia.
La caída del imperio mongol condujo al colapso de la unidad política a lo largo de la Ruta de la Seda. También se vieron afectados los aspectos culturales y económicos de esta unidad. Las tribus túrkicas arebataron el extremo oeste de la Ruta de la Seda al decaído Imperio Bizantino, y sembraron las semillas de una cultura túrkica que luego cristalizaría en el Imperio otomano bajo la fe sunita. En Irán las bandas militares túrkicas–mongolas, luego de algunos años se unieron bajo la tribu safávida, bajo cuyo control la nación iraní se consolidó en la fe chiita. Mientras los principados mongoles de Asia Central se amoldaron a la ortodoxia sunita con principados descentralizados de las casas Chagatai, Timurid y Uzbek. En la zona kypchak–tártara, todos los khanatos mongoles colapsaron bajo los asaltos de la peste negra y el creciente poder del Gran Ducado de Moscú. En el este, en 1368 los chinos nativos derrocaron a la dinastía Yuan, dando comienzo a la dinastía Ming y promoviendo un aislacionismo económico.
La introducción de la pólvora contribuyó a la caída de los mongoles, ya que las tribus que habían sido conquistadas la utilizaron para reafirmar su independencia. Dependiendo de la región la llegada de la pólvora tuvo diversos efectos. En Europa, la pólvora y la modernidad temprana condujeron a la integración de los estados territoriales y a un aumento del mercantilismo. A lo largo de la Ruta de la Seda, el efecto fue el contrario: el fracaso en mantener la integración del Imperio mongol, y el consiguiente ocaso del comercio, parcialmente exacerbado por el aumento del comercio marítimo europeo. Para el 1400, la Ruta de la Seda ya no era la vía de despacho de la seda.

### Comentarios de Marco Polo

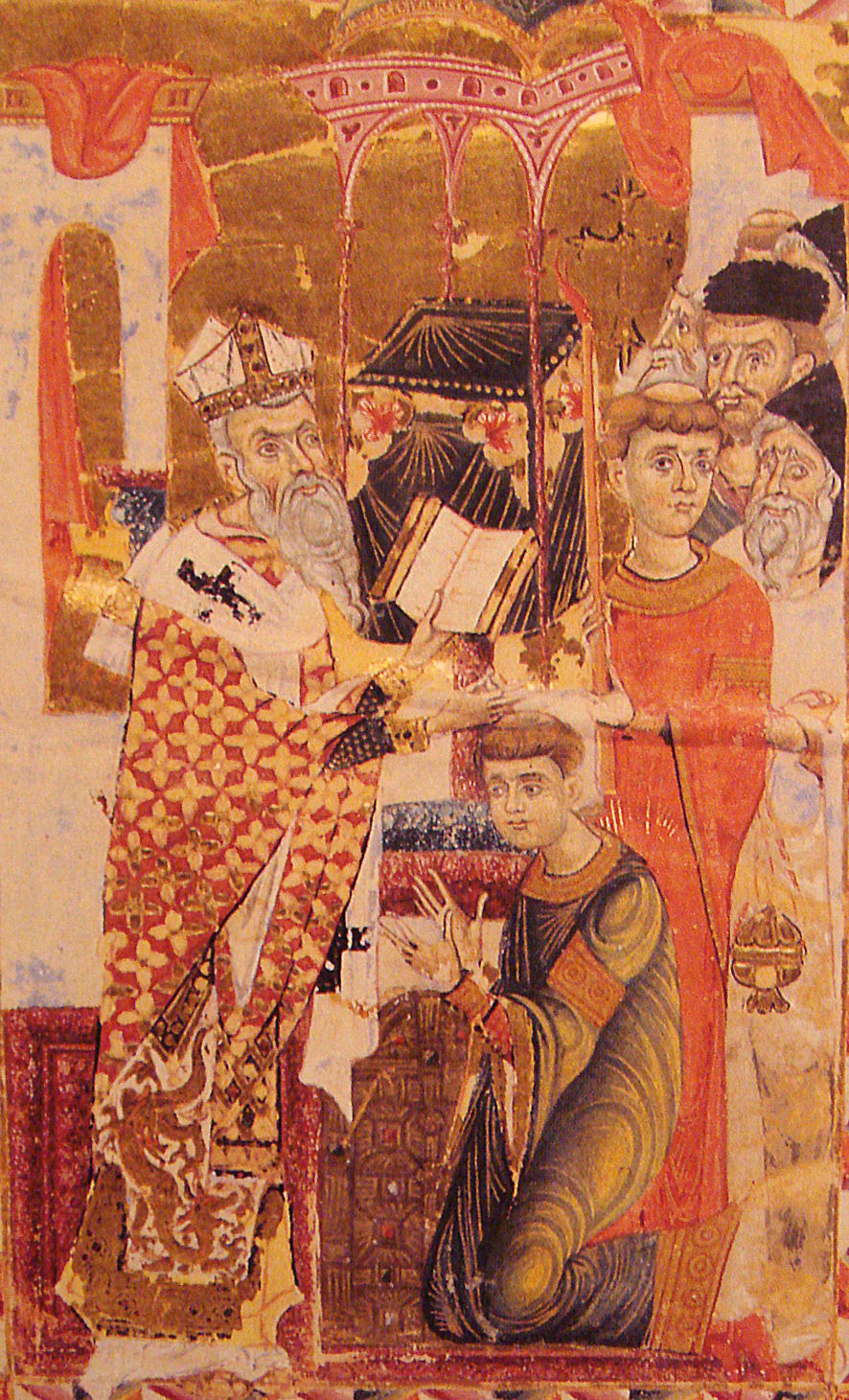
El arzobispo Juan de la Cilicia Armenia, en una pintura de 1287. Su vestimenta está decorada con un dragón chino, un indicador del comercio floreciente con el imperio mongol durante el reinado de Kublai Khan (1260-1294).

Uno de los descubrimientos que más llamó la atención a Marco Polo en sus viajes a Mongolia fue el funcionamiento del sistema monetario del imperio. No se impresionó por el Akçe de plata que el imperio usaba para uniformizar la moneda, ni con que algunos de los dominios aún utilizaran monedas locales, sino que se sorprendió en gran medida por el hecho que en ciertas zonas del imperio las personas utilizaran papel moneda.
Marco Polo consideraba que el uso del papel moneda en el imperio mongol era una de las maravillas del mundo. Sin embargo el papel moneda no era utilizado en todo el imperio. El lingote de plata chino era la moneda universal en todo el imperio, mientras que las otras monedas locales eran utilizadas en la zona oeste del reino. El papel moneda era utilizado en China ya antes que los mongoles lo conquistaran. Los chinos habían dominado la tecnología de impresión y por lo tanto les era relativamente fácil imprimir billetes. El papel moneda era utilizado en China ya que en el año 960 A.D. la dinastía Song comenzó a reemplazar las monedas de cobre con papel moneda. Cuando los mongoles invadieron a la dinastía Song comenzaron a imprimir sus propios billetes mongoles en 1227. El primer intento de los mongoles no duró mucho ya que el papel moneda no estaba unificado en toda China y los billetes caducaron al cabo de un par de años. En 1260 Kublai Khan creó el primer papel moneda unificado de China con billetes que no tenían fecha de vencimiento. Para validar la moneda la misma era plenamente intercambiable por oro y plata y era aceptada para pagar impuestos. Inicialmente la distribución de billetes fue limitada pero la guerra contra los Song en el sur de China y Japón hicieron que la emisión se multiplicara catorce veces. Con la derrota de los Song, los billetes de los Song fueron sacados de circulación y era posible cambiarlos por la moneda de curso legal con un valor extraordinario de 50 a 1. Al ser el primer gobierno que tenían algún tipo de papel moneda, los extranjeros no lograban comprender su funcionamiento, y algunos lo consideraban una especie de magia. Más allá de la inflación persistente luego de 1272 el papel moneda complementado con emisiones limitadas de monedas se mantuvo como el sistema estándar de moneda hasta 1345. Hacia 1345 las rebeliones, la crisis económica y el desmanejo financiero del papel moneda destruyeron la confianza del pueblo en los billetes.
No fue fácil inicialmente adoptar el uso de papel moneda ya que era un concepto nuevo y no era un metal precioso, solo un pedazo de papel. Para comenzar la transición hacia el papel moneda el gobierno indicó que se penaria con la pena de muerte a aquel que no lo aceptara. Para evitar la devaluación la penalidad por falsificación también era la pena capital.

## Vestimenta tradicional
Durante el imperio mongol, se utilizaba un tipo uniforme de color cobre aunque con algunas variaciones de acuerdo a la riqueza, estatus y género del que las usaba. Estas diferencias incluían el diseño, color, corte y elaboración del atuendo. La primera capa consistía de una túnica larga hasta el tobillo llamada caftán. Algunos caftanes tenía un cuello cuadrado, pero la mayoría se superponían en la parte delantera para sujetar bajo el brazo creando un cuello inclinado. La falda del caftán se cosía en forma separada, y a veces se agregaban volados en función de la finalidad y la clase de la persona que lo llevaba. Los hombres y las mujeres solteras se ataban los caftanes con dos correas, una de cuero fino fijada debajo de una faja grande y ancha que cubría el estómago. Una vez que una mujer se casaba, ella dejaba de llevar la faja. En cambio, llevaba un caftán muy completo y algunos tenían una chaqueta de manga corta que se abría en la parte delantera. Para las mujeres de más alto rango, el collar de la superposición de su caftán estaba decorado con brocado elaborados y llevaban mangas y una cola que los funcionarios tenían que llevar. Los pantalones fueron usados por ambos sexos bajo el caftán probablemente debido a las tradiciones nómadas del pueblo mongol.
Los materiales utilizados para confeccionar caftanes variaban según el estatus y la riqueza. Los mismos comprendían desde la seda, el brocado, algodón y pieles valiosas para los grupos más ricos, al cuero, la lana y fieltro para los menos pudientes. La época también dictaba el tipo de tela, especialmente para aquellos que pueden permitírselo. En el verano, se preferían sedas y brocados de Oriente Medio mientras que en invierno se utilizaban las pieles para brindar un abrigo adicional. Durante el imperio mongol, la gente no creía en el lavado de la ropa, o ellos mismos. Por lo tanto se abstenian de lavar la ropa porque creían que con el lavado, se contaminaría el agua y se desencadenaría la ira de los dragones que controlan el ciclo del agua. Por lo cual la ropa a menudo no se cambiaba hasta que se convertía en harapos, excepto los días festivos cuando se usaban túnicas especiales. Debido a esto, el olor de la ropa se consideraba un aspecto importante del usuario. Por ejemplo, si el Gran Khan regalaba su ropa usada anteriormente (con su olor en ella) a un sujeto leal, ello sería considerado un gran honor por tener no solo la ropa, sino que también el olor del soberano.
El color era también una característica importante de la ropa, ya que tenía un significado simbólico. Durante las grandes festividades que celebraba el Khan, él daba a sus diplomáticos importantes túnicas especiales para que se pusieran confeccionadas con colores específicos de acuerdo a lo que se celebraba. Estas vestimentas eran utilizadas solo durante el festival específico, y si uno era encontrado usando dicha vestimenta en otras ocasiones, los castigos eran extremadamente graves, reglas que se remontaban al reinado de Kublai Khan.
El calzado tradicional durante el imperio mongol consistía principalmente en botas o sandalias de cuero de vaca. Este calzado era grueso y, a menudo olía a estiércol de vaca. Tanto el calzado del pie izquierdo y el pie derecho eran idénticos y estaban hechos de cuero, algodón o seda. Se cosían juntas muchas capas para crear la suela de la bota y luego por otra parte se les cosía la sección superior. Las secciones superiores de las botas eran por lo general de color oscuro y las plantas eran claras. Tiras de tela clara se cosían sobre las costuras para hacerlas más duraderas. Por lo general las botas tenían una punta hacia arriba, pero no tenían taco.